# Верхнекировский
Верхнекировский (баш. Үрге Кировский) — деревня в Нуримановском районе Республики Башкортостан Российской Федерации. Входит в состав Павловского сельсовета.

## География

### Географическое положение
Находится на правом берегу реки Уфы. 
Расстояние до:
- районного центра (Красная Горка): 40 км,
- центра сельсовета (Павловка): 1 км,
- ближайшей ж/д станции (Иглино): 90 км.

## Население
| 2002 | 2009 | 2010 |
| ---- | ---- | ---- |
| 58   | ↘41  | ↘32  |